# Ornica
Ornica är en ort och kommun i provinsen Bergamo i regionen Lombardiet i Italien. Kommunen hade 148 invånare (2018).